# Baxter (Tennessee)
Baxter es un pueblo ubicado en el condado de Putnam en el estado estadounidense de Tennessee. En el Censo de 2010 tenía una población de 1.365 habitantes y una densidad poblacional de 174,17 personas por km².

## Geografía
Baxter se encuentra ubicado en las coordenadas 36°9′12″N 85°38′7″O / 36.15333, -85.63528. Según la Oficina del Censo de los Estados Unidos, Baxter tiene una superficie total de 7.84 km², de la cual 7.84 km² corresponden a tierra firme y (0%) 0 km² es agua.

## Demografía
Según el censo de 2010, había 1.365 personas residiendo en Baxter. La densidad de población era de 174,17 hab./km². De los 1.365 habitantes, Baxter estaba compuesto por el 97.14% blancos, el 0.29% eran afroamericanos, el 0.22% eran amerindios, el 1.03% eran asiáticos, el 0% eran isleños del Pacífico, el 0.44% eran de otras razas y el 0.88% pertenecían a dos o más razas. Del total de la población el 1.76% eran hispanos o latinos de cualquier raza.